# 东许街道
东许街道，是中华人民共和国山西省吕梁市孝义市下辖的一个乡镇级行政单位。

## 行政区划
东许街道下辖以下地区：
河底村、宜兴村、真兴村、东许村、西许村、那庄村、上庄村、永安庄村、小王营村、必独村、道相村、师河底村和南庄村。